# Rotala mexicana
Rotala mexicana là một loài thực vật có hoa trong họ Lythraceae. Loài này được Cham. & Schltdl. miêu tả khoa học đầu tiên năm 1830.